# Carolini (militari)

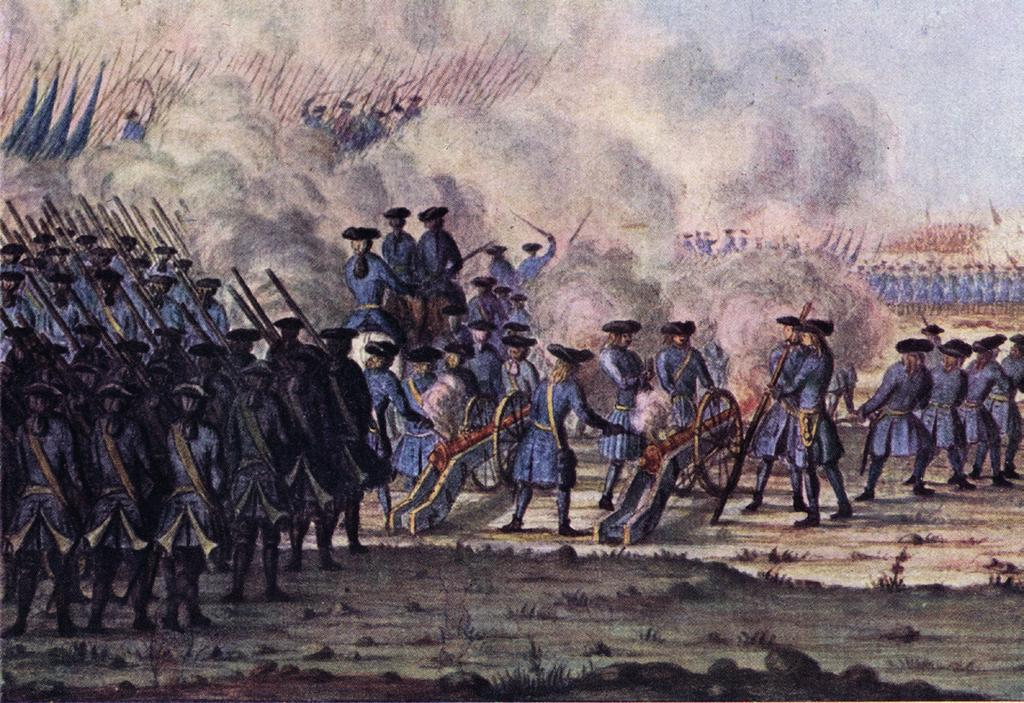
Dipinto delle truppe caroline impegnate nella battaglia di Gadebusch.

Carolini (in svedese: karoliner; da Carolus, la forma latina del nome Karl) è un termine usato per descrivere i soldati dell'esercito svedese durante i regni dei re Carlo XI e Carlo XII, e specificamente dal 1680, quando Carlo XI istituì una monarchia assoluta e intraprese una serie di radicali riforme militari.
I Carolini sono particolarmente associati a Carlo XII e alle sue campagne nella grande guerra del Nord (1700-1721), durante la quale ottennero una serie di impressionanti vittorie, spesso contro forze nemiche molto più numerose, e si affermarono come una delle forze militari più temute e rispettate. Tuttavia, il principale esercito svedese fu quasi completamente annientato dopo la sconfitta nella battaglia di Poltava, e la guerra alla fine si concluse con la totale sconfitta e la dissoluzione dell'Impero svedese.
Complessivamente, 350.000 soldati provenienti da Svezia, Finlandia e province baltiche morirono al servizio di Carlo XII durante la grande guerra del Nord, principalmente per cause non legate al combattimento; due terzi, ovvero oltre 230.000, morirono negli anni dal 1700 al 1709. Queste perdite costituivano una percentuale insolitamente elevata della popolazione prebellica di 2,5 milioni. È noto che le perdite dei loro nemici (principalmente Regno russo, Polonia-Lituania, Danimarca-Norvegia e vari stati della Germania settentrionale) furono ancora più elevate.

## Fondazione

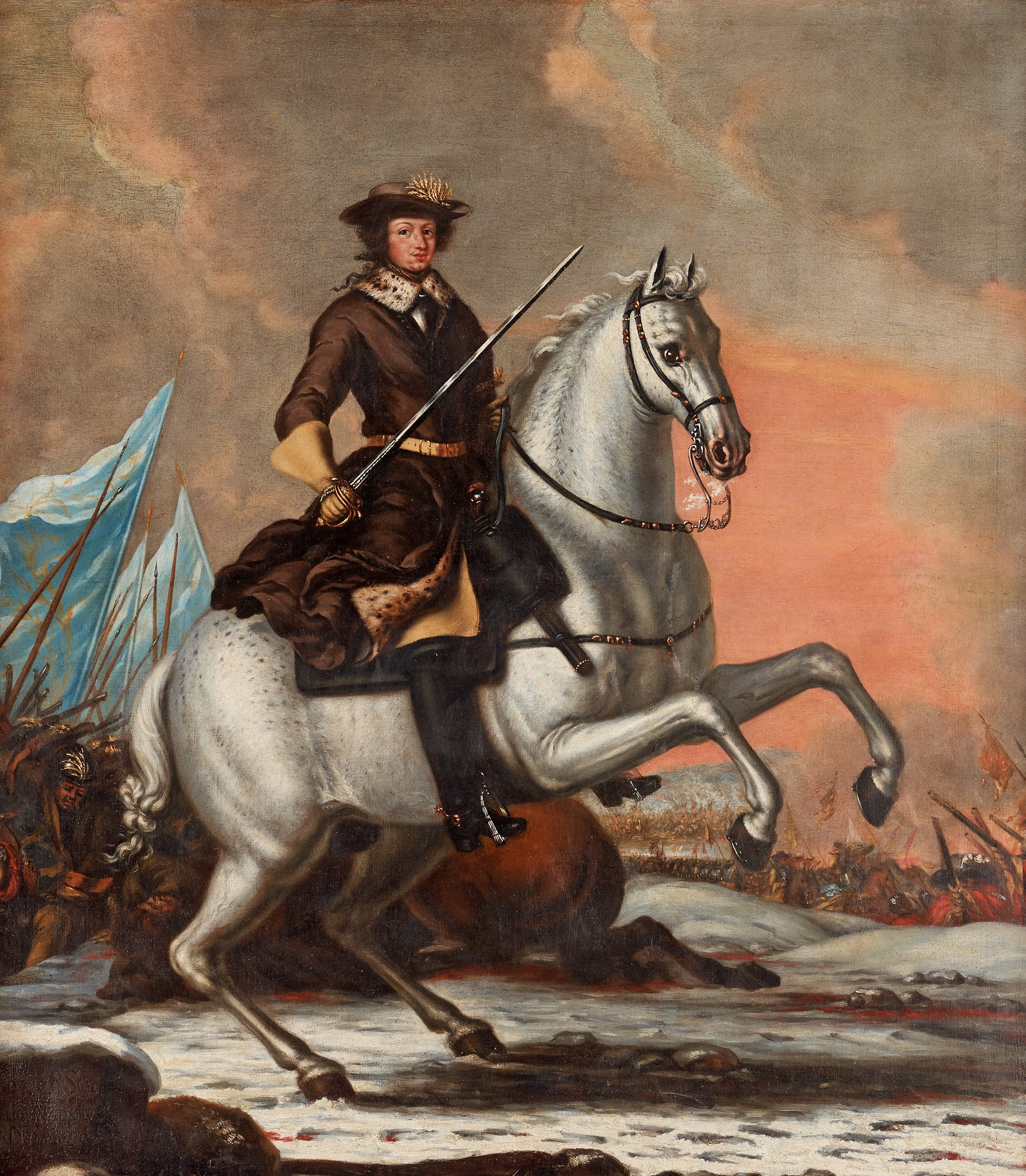
Carlo XI di Svezia in un ritratto di David Klöcker Ehrenstrahl (1676)

All'inizio del XVII secolo, il Regno di Svezia stabilì un grande impero nella regione del Mar Baltico e nella Germania settentrionale. Il suo successo si basava in gran parte sulla qualità delle sue forze armate, ben organizzate e generalmente ben comandate, che furono pioniere di numerose innovazioni successivamente adottate da altri eserciti europei. Tuttavia, l'esercito andò in declino durante gli inizi del regno di Carlo XI, quando il re era un bambino e il Paese era retto da un consiglio di reggenza apertamente corrotto.
L'incuria delle forze armate portò quasi al disastro durante la guerra di Scania (1675–1679), quando la Svezia fu invasa dalla Danimarca-Norvegia. Alla fine gli aggressori furono respinti, ma solo a costo di spaventose perdite; infatti la battaglia di Lund del 1676 è ampiamente considerata la battaglia più sanguinosa mai combattuta in Scandinavia.
Le traversie dell'esercito svedese durante la guerra di Scania convinsero Carlo, ormai maggiorenne, che era necessaria una riforma globale dello stato svedese per garantire la sicurezza dell'Impero. Nel 1680 istituì quindi l'assolutismo, rovesciando il precedente sistema di monarchia semicostituzionale vigente, ripristinò le finanze reali mediante la cosiddetta Riduzione (confisca dei beni sottratti dall'aristocrazia alla corona) e iniziò a ricostruire l'esercito, in particolare attraverso una revisione del sistema di arruolamento.
Fin dal XVI secolo, l'esercito svedese aveva utilizzato il cosiddetto "sistema di assegnazione" per reclutare truppe. Nel 1682, Carlo lo riformò completamente, stabilendo quello che gli storici moderni chiamano il "nuovo sistema di assegnazione".
Con il nuovo sistema, gli agricoltori svedesi dovevano fornire alla corona reggimenti di 1.000 o 1.200 uomini, completi di armi e uniformi. Gli agricoltori stipulavano un contratto con la corona, che dava al soldato sostegno economico, una piccola abitazione e un orto. Ad ogni cavaliere veniva inoltre fornito un cavallo. In cambio di queste politiche onerose, a ogni soldato veniva concessa una riduzione delle tasse.
Il sistema di assegnazione fornì a Carlo XI un esercito professionale di 18.000 fanti e 8.000 cavalieri. Il sistema prevedeva anche lo schieramento di 6.600 marinai, rafforzando la marina svedese. In aggiunta ai numeri della Svezia, la Finlandia fornì altri 7.000 fanti, 3.000 cavalieri e 600 marinai.

## Equipaggiamento

### Uniformi

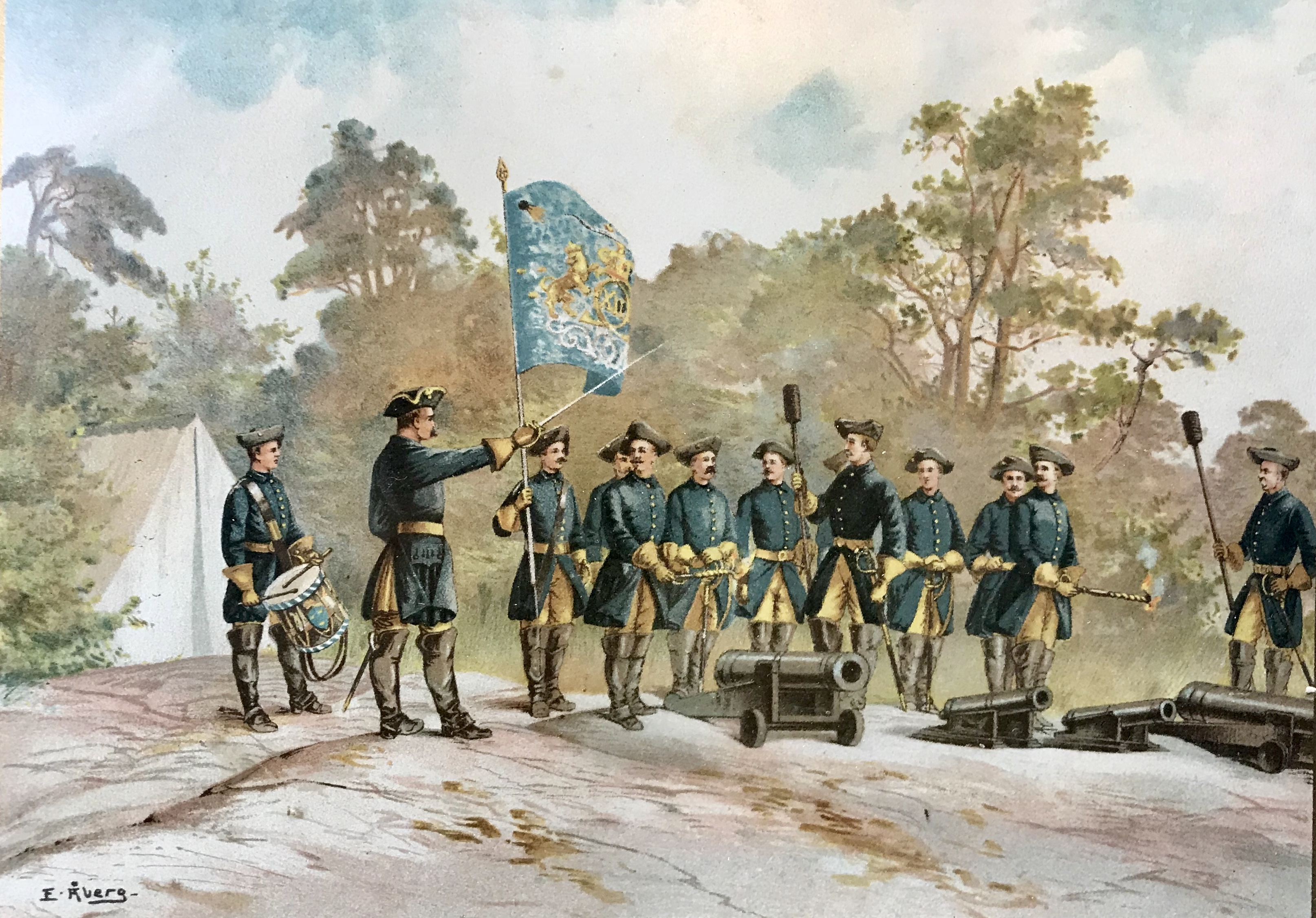
Carolini attendono all'artiglieria in una litografia di Emil Åberg

I soldati carolini indossavano l'uniforme standard svedese introdotta da Carlo XI, che comprendeva cappotti blu con polsini gialli, calzoni bianchi e gilet gialli. L'artiglieria aveva cappotti grigi con polsini blu. Come copricapo, la maggior parte dei Carolini indossava cappelli a tricorno o un berretto speciale chiamato karpus.

### Armi
Circa due terzi di ciascuna compagnia di fanteria erano armati di moschetti e il resto di picche da 5,55 metri. Ogni fante era anche armato di spada, uno stocco a lama dritta destinato principalmente a colpire.
Allo scoppio della Grande Guerra del Nord, i moschettieri svedesi erano per lo più equipaggiati con un moschetto a pietra focaia calibro 20 millimetri senza baionetta. Dodici uomini di ciascuna compagnia, in genere i più forti e alti, erano impiegati come granatieri, gli unici soldati ad avere le baionette fissate sui moschetti. I granatieri venivano spesso posizionati sui fianchi di un'unità per proteggersi dalla cavalleria. Un moschetto dotato di baionetta era considerato più pratico per questo tipo di azione, poiché forniva una portata maggiore di una spada quando si affrontava un avversario a cavallo. Alla fine, nel 1704, tutti i soldati armati di moschetto furono dotati anche di baionette, sebbene conservassero ancora le loro spade.
Il cavaliere pesante svedese, detto dragone, era equipaggiato con uno stocco lungo quasi un metro, una carabina e due pistole. Indossava anche una corazza d'acciaio e un mantello color cuoio.

### Razioni
La razione giornaliera di un soldato doveva consistere in 625 grammi di pane secco, 850 grammi di burro o carne di maiale, 0,3 litri di piselli e 2,5 litri di birra. Il burro o la carne di maiale venivano spesso sostituiti dal pesce se quest'ultimo era disponibile. L'acqua veniva generalmente evitata perché spesso contaminata.